# Herman Lehmann
Herman Lehmann (* 5. Juni 1859 bei Fredericksburg, Texas; † 2. Februar 1932 in Loyal Valley, Texas) war ein Kind der deutschen Einwanderer Moritz und Augusta Lehmann, die 1846 nach Texas gekommen waren. Er wurde am 16. Mai 1870, im Alter von knapp elf Jahren, von Indianern geraubt und lebte anschließend zunächst bei den Apachen, später bei den Comanche. 1878 kehrte er zu seiner Familie zurück.
Das Phänomen eines weißen Jungen, der von Indianern aufgezogen wurde, machte ihn zu einer Berühmtheit in den Vereinigten Staaten. Er publizierte  im Jahre 1927 seine Autobiographie Nine years Among the Indians.

## Familie
Der Vater Moritz Lehmann war am 29. Mai 1827 in Friedersdorf (jetzt Biedrzychowice Dolne, zum Kreis Sorau gehörig) in der Niederlausitz geboren, er starb am 11. Mai 1862 in Squaw Creek, Mason Co., Texas. Seine Frau Augusta Johanna Adams, geboren am 27. Februar 1833 in Kulm (jetzt Chełm Żarski, zum Kreis Sorau gehörend), starb am 15. April 1911 in Texas.
Moritz Lehmann und Augusta Adams kamen im Rahmen einer der Auswanderungswellen des Mainzer Adelsvereins. Mit dem Schiff „Louise“ legten sie in Bremerhaven am 8. September 1846 ab und erreichten nach fast acht Wochen Überfahrt am 2. November 1846 den Hafen in Galveston.
 Erst drei Jahre später, am 30. September 1849, heirateten sie.
Aus dieser Ehe gingen sieben Kinder hervor:
1. Emelyn Lehmann; * 28. November 1850 in Mason Co., Texas; † 28. April 1851 Mason Co., Texas
2. Gustave Adolph Lehmann; * 20. Mai 1855 in Mason Co., Texas; † 29. März 1940 in Mason Co., Texas[7]
3. Wilhelmina Lehmann; * 1. September 1857 in Texas; † 12. März 1948 in Texas[8]
4. Herman Lehmann; * 5. Juni 1859 in Mason Co., Texas; † 2. Februar 1932 in Loyal Valley, Mason Co., Texas
5. Caroline Wilhelmina Lehmann; * 12. Oktober 1860 in Loyal Vallery, Mason Co., Texas; † 24. Januar 1937 in Texas
6. William „Willi“ Frederick Lehmann; * 30. Oktober 1861 in Mason Co., Texas; † 11. September 1951 in Loyal Valley, Mason Co., Texas[9]
7. Mathilde Lehmann; * 1863 Mason Co., Texas

Nach Moritz’ Tod heiratete Augusta am 5. Juni 1863 in Hilda Mason Co., Texas den Phillip Buchmeier (* 25. September 1820 in Ostendorf bei Rinteln in der damals zu Hessen-Kassel gehörenden Grafschaft Schaumburg; † 18. Dezember 1891 in Mason Co., Texas; auch mit der Schreibweise als „Buchmeyer“ in den Staaten geführt). Mit ihm bekam Augusta sechs weitere Kinder:
1. Sophie Buchmeier; * 1865 Texas
2. Emma Buchmeier; * 15. März 1867 Texas[12]
3. Auguste Buchmeier; * 1869 Texas
4. Martha Buchmeier * 1870 Texas
5. Amalie Buchmeier *>1871 Texas
6. Henry Buchmeier * 10. März 1875 Texas[13]

## Biographie

### Gefangennahme
Die Familie bewirtschaftete eine abgelegene Farm in der Nähe von Fredericksburg. Am 16. Mai 1870 wurde die Farm von einer Gruppe Apachen überfallen. Sein Bruder Willie und er wurden auf dem Feld gefangen und mitgenommen. Seine zwei Schwestern konnten ins Haus entkommen. Vier Tage später wurde die Gruppe Apachen von einer Armeepatrouille entdeckt und es entwickelte sich ein Feuergefecht. Sein Bruder Willie konnte fliehen und kehrte nach Haus zurück. Die Apachen entkamen mit Herman als Beute.

### Leben mit den Apachen
Die Apachen vom Volk der Mescalero nahmen Herman Lehmann mit zu ihrem Lager im Osten des US-Bundesstaates New Mexico. Er wurde zunächst persönliches Eigentum eines Häuptling namens Carnoviste und dessen Frau Laughing Eyes. Die Apachen gaben Herman Lehmann den Namen „En Da“, weißer Junge. Während seiner Zeit bei den Apachen kam er auch in Kontakt mit anderen entführten weißen Kindern. Mit einem Jungen, Adolph Korn, verständigte er sich in der Gefangenschaft auf Deutsch. Lehmann lebte etwa neun Jahre mit den Indianern, davon vier mit den Apachen, und assimilierte sich völlig. Als junger Krieger war eine seiner bemerkenswerten Taten ein Gefecht mit den Texas Rangern am 24. August 1875. Dies Gefecht fand am Concho Plain, ungefähr 100 km westlich des heutigen San Angelo, Texas, statt. Der Texas Ranger James Gillett war nahe daran, Herman Lehmann zu erschießen, als er erkannte, dass Lehmann ein Weißer war. Als die Ranger ihn später zu fangen versuchten, konnte er entkommen. Lehmann hatte sich inzwischen komplett den Lebensumständen der Apachen angepasst und galt als einer der ihren.

### Asyl bei den Comanche
Ungefähr um die Frühlingszeit des Jahres 1876 brachte Herman Lehmann einen Medizinmann einer rivalisierenden Gruppe der Apachen bei einem Gefecht um und rächte damit dessen Mord an seinem Häuptling Carnoviste. Weil er Revanche fürchtete und seine Gruppe im Gefecht aufgerieben worden war, flüchtete er in entlegenere Gebiete und versteckte sich dort für etwa ein Jahr. Das von ihm zunächst gewählte Rückzugsgebiet beschrieb er in seiner Autobiographie als ein Paradies mit viel Jagdwild, grünen Flussauen mit gutem Wasser und idealen Temperaturen. Als er jedoch merkte, dass andere einheimische Gruppen durch diese Gegend streiften, zog er weiter und fasste endlich den Entschluss, sich den Comanche anzuschließen. Zu dieser Zeit war er etwa sechzehn Jahre alt. Er näherte sich einer Gruppe der Comanche und nach einer Beobachtungszeit begab er sich in deren Lager. Er erzählte ihnen seine Lebensgeschichte und überzeugte sie von seinen guten Absichten. Schließlich nahmen sie ihn auf. Er durfte sich die Familie, zu der er gehören wollte, aussuchen und wählte als seinen Bruder Cotopa. Er selbst erhielt den Namen Montechena.

### Ende der Indianerkriege, Zeit im Reservat
Der Häuptling der Comanche Quanah Parker hatte im Jahr 1875 die Niederlegung der Waffen für sein Volk mit den Weißen abschließend verhandelt. Im Juli 1877 suchte er versprengte Gruppen, die die Waffen bisher nicht niedergelegt hatten, zur Aufgabe des Kampfes zu überzeugen. Herman Lehmann war Mitglied einer Gruppe, die Quanah Parker am Rio Pecos im östlichen New Mexico fand. Parker überzeugte sie, den Kampf aufzugeben und ebenfalls in das Reservat in der Nähe von Fort Sill, im heutigen Oklahoma zu kommen. Lehmann weigerte sich zunächst, kam jedoch später ebenfalls nach Fort Sill.

### Rückkehr und versuchte Anpassung an die Lebensumstände
Von 1877 bis 1878 lebte Lehmann mit der Familie Quanah Parkers im Kiowa-Comanche Reservat nahe Fort Sill. Während dieser Zeit war einigen Personen aufgefallen, dass er als Weißer unter den Indianern lebte. Seine Mutter hatte die Hoffnung, ihn wiederzufinden, niemals aufgegeben. Adolph Korn, der früher aus seiner Gefangenschaft zurückgekehrt war, hatte ihr gesagt, dass er Lehmann bei den Apachen getroffen hatte. In Fredericksburg, Texas, traf sie den Kommandanten von Fort Sill, Ranald S. McKenzie. Nach der Beschreibung, die dieser ihr von Herman Lehmann gab, ging sie jedoch nicht davon aus, dass es sich bei ihm um ihren Sohn handelte. Trotzdem bat sie darum, dass der Junge zu ihr gebracht würde.
Im April 1878 wurde Lehmann zu seiner Familie nach Texas gebracht. Fünf Soldaten und ein Fahrer begleiteten ihn in einem von vier Mauleseln gezogenen Ambulanzwagen nach Loyal Valley in Mason County, Texas. Dort kam er am 12. Mai 1878 an. Die Einwohner von Loyal Valley kamen zusammen, um den heimgekehrten Jungen zu sehen. Lehmann hatte die deutsche Muttersprache verlernt und konnte sie nicht mehr verstehen. Auch des Englischen war er nicht mehr mächtig. Mutter und Sohn erkannten einander nicht. Lehmann selbst war lange Zeit davon ausgegangen, dass seine Familie von den Indianern getötet worden war. Eine nähere Untersuchung Herman Lehmanns stellte endgültig fest, dass er der Gesuchte war.
Die Wiederanpassung an das Leben der Siedler fiel ihm schwer. In der Folgezeit schwankte er zwischen der Anpassung an die Lebensweise der Siedler und seiner indianischen Lebensweise. Während seiner Zeit mit den Indianern hatte er nie einen Versuch gemacht, wieder in die Siedlergesellschaft zurückzukehren. Nach seinen Diskrepanzen mit den Apachen hatte er sich den Comanche angeschlossen und nicht die Nähe der Weißen gesucht. Auch in seinem späteren Leben trug er häufig indianische Kleidung.
Seine erste Ehe, die er 1885 mit N. E. Burke schloss, scheiterte. Mit seiner zweiten Frau Fannie Light ging er zurück ins damalige „Indian Territory“, wo er eine Landzuteilung als Mitglied des Volks der Comanche erhalten hatte. Herman und Fannie bekamen fünf Kinder: Henry, John, Amelia, May und Caroline. Im Jahre 1926 verließ er diese Gegend, um endgültig zu der Familie seines Bruders Willie nach Loyal Valley zurückzukehren.
Lehmann starb am 2. Februar 1932 in Loyal Valley, Mason County, Texas, und ist dort neben seiner Mutter und seinem Stiefvater begraben.

### Lehmanns Autobiographie als historische Quelle
Lehmanns Lebensbeschreibung geht weit über persönliche Erlebnisse eines Einzelnen hinaus und enthält ein facettenreiches und lebhaftes Zeit- und Gesellschaftsbild der indianischen Gesellschaft am Ende der Indianerkriege. Der Verfasser des Vorwortes seiner Autobiographie, Dale F. Giese, lobt das Buch, das er in seinen Universitätsseminaren seit 20 Jahren als Grundlage für die Lebensweise der Plains-Indianer in der Zeit der Indianerkriege benutze.
So schildert Lehmann insbesondere die Härte der Apachen gegen sich selbst wie z. B. das völlige Ignorieren auch heftigster körperlicher Schmerzen und körperlicher Grundbedürfnisse wie Essen, Trinken und Schlafen. Lehmann beschreibt diesen Anpassungsprozess in seiner Autobiographie anschaulich und eindringlich. Weiterhin schildert er die verschiedenen Strömungen innerhalb des Volks der Comanche und die wesentlichen Feinde: alle Weißen allgemein, andere Indianergruppen, Texas Ranger oder die die Lebensgrundlage der Indianer bedrohenden Büffeljäger. Deutlich wird auch die prekäre Situation der Indianer in der Zeit der Indianerkriege, die immer häufiger in das weniger besiedelte und kontrollierte Mexiko ausweichen mussten. Weitere Themen sind die indianische Religionsauffassung, Verhältnis von Mann und Frau, Auffassung der Natur, Essen, Trinken, Jagen, Krieg und Waffen, Erziehung usw. Daraus ergibt sich ein völkerkundlicher Gesamtüberblick über die indianische Lebensweise der Apachen und Comanche in der Zeit der Indianerkriege.
Seine zweite Autobiographie, Nine Years Among the Indians, die 1927 in Austin erschien, war mit Hilfe von J. Marvin Hunter auf seine Initiative erschienen. Eine erste Version war vom Ghostwriter zu stark nach dessen Wünschen verändert worden. Der amerikanische Literaturwissenschaftler J. Frank Dobie rühmte die Autobiographie als eine der besten zu diesem Thema.

## Filme
- Herman, der Apache. Ein Deutscher unter Indianern[28]

## Rezeption
- Der italienische Comiczeichner Rino Albertarelli zeichnete den 1975 erschienenen Comicband „Herman Lehmann: L'indiano bianco“.[29]